# بلابلاکار
بلابلاکار بازاری آنلاین برای همسفری است. وبسایت و برنامه‌های تلفن همراه آن، رانندگان و مسافرانی را که مایل به تردد میان شهرهای مختلف و اشتراک هزینهٔ آن هستند را به یکدیگر متصل می‌کنند.
این پلت‌فرم در سال ۲۰۱۹ تعداد ۷۰ میلیون کاربر در ۲۲ کشور دارد که تقریباً همه اروپایی هستند، کشورهایی مانند: بلژیک، برزیل، کرواسی، جمهوری چک، فرانسه، آلمان، مجارستان، هند، ایتالیا، لوکزامبورگ مکزیک، هلند، لهستان، پرتغال، رومانی، روسیه، صربستان، اسلواکی، اسپانیا، ترکیه، اوکراین و انگلستان.

## مفهوم
نام‌گذاری این سرویس بر اساس مقیاس رتبه‌بندی ترجیح رانندگان بریا میزان گفتگو در ماشین است: «بلا» برای کم‌حرف، «بلابلا» برای کسی که دوست دارد صحبت کند، و «بلابلابلا» برای آدم‌های وراج.